# Spider-Man and Venom: Maximum Carnage
Spider-Man and Venom: Maximum Carnage est un jeu vidéo de type beat them all sorti en Amérique du Nord le 16 septembre 1994 sur Mega Drive et Super Nintendo. Le jeu a été développé par Software Creations et édité par LJN (une filiale d'Acclaim). Il est basé sur la saga de comics Spider-Man en 14 parties intitulée Maximum Carnage,. Une suite est sortie en 1995 portant le nom Spider-Man and Venom: Separation Anxiety.

## Système de jeu
Spider-Man and Venom: Maximum Carnage est un Beat them all dont le gameplay se déroule en scrolling horizontal. Le joueur dispose de trois vies qui sont affichées en haut de l'écran et d'un continue pour évoluer au fil de l'aventure. Une flèche directionnelle s'affiche à l'écran une fois que tous les ennemis sont vaincus. Spider-Man et Venom sont les deux personnages contrôlables du jeu dont le but est d'empêcher Carnage et son équipe de s'emparer de la ville,. 
Le gameplay se compose des mouvements classiques d'un beat them all de l'époque, les boutons se départagent par un coup de poing (Y) et d'un saut (B). Les deux autres boutons permettent à Spider-Man de se servir de sa toile pour agripper ses ennemis (A) ou de se déplacer dans les airs (X),. La toile de Spider-Man sert également de bouclier en maintenant le bouton A, il peut également projeter un ennemi en maintenant la touche haut de la croix directionnelle plus le bouton X. Un dernier mouvement se débloque lorsque la barre d'énergie clignote (qui se déclenche de manière aléatoire), il est alors possible d'exécuter un coup spécial.